# Jhelam (Fluss)
Der Jhelam (Hindi झेलम Jhelam; Panjabi ਜੇਹਲਮ Jehalam جہلم; englisch Jhelum) ist ca. 720 km lang und der westlichste der „fünf Flüsse des Panjab“.

## Flusslauf
Er entspringt 85 km südöstlich von Srinagar, der Sommerhauptstadt des indischen Unionsterritoriums Jammu und Kashmir, und wird aus Gletschern gespeist.
Das Quellgebiet des Gewässers liegt am südlichen Ende des Kaschmirtal, als sein Ursprung gilt jedoch die starke Kultquelle in Verinag (⊙). Er fließt zunächst nach Nordwesten, wo er das gesamte Tal des Hochbeckens von Kaschmir entwässert. Oberhalb der Einmündung des Brengi bei Anantnag heißt der Fluss auch Sandran Nallah. Der Veshav mündet nach weiteren 20 Kilometern linksseitig in den Jhelam. Dieser passiert die Stadt Srinagar und durchfließt den Wularsee (⊙). Anschließend wendet er sich nach Westen und durchschneidet die Gebirgskette des Pir Panjal. In der Stadt Muzaffarabad, die zum pakistanischen Teil Kaschmirs gehört, ändert der Fluss seine Fließrichtung nach Süden, vorbei an der Stadt Munasa. Ab der Stadt Jhelam tritt der Fluss in die weite Ebene des Panjab („Fünfstromland“) ein. Er ist hier Teil des größten zusammenhängenden Bewässerungsgebiets der Erde. Westlich von Faisalabad mündet der Jhelam von rechts bzw. von Norden kommend in den Chanab(⊙), der sich kurz vor seiner Mündung in den Indus mit dem Satluj vereinigt. Das Gebiet des unteren Jhelam ist durch intensive Landwirtschaft gekennzeichnet, der Fluss ist auf weite Strecken eingedeicht.

## Staudämme und Wasserkraftwerke
In Jammu und Kashmir befindet sich die Lower-Jhelum-Staustufe (⊙) sowie die beiden Talsperren Uri-I (⊙) und Uri-II (⊙). In Pakistan wird der Jhelam seit 1967 in der Mangla-Talsperre (⊙) zu einem großen Stausee aufgestaut. 7,5 km weiter flussabwärts befindet sich das New-Bong-Escape-Wasserkraftwerk (⊙). Oberhalb deren Absperrbauwerks zweigt der Upper Jhelum Canal am linken Flussufer ab. 57 km unterhalb New-Bong-Escape befindet sich die Rasul-Staustufe (⊙). Hier wird ein Teil des Flusswassers über den Rasul-Qadirabad-Verbindungskanal zum Chanab geleitet.

## Geschichte
Alexander der Große überquerte 326 v. Chr. den Jhelam und besiegte in der Schlacht am Hydaspes den indischen König Poros. Der antike Name des Flusses, der in diesem Zusammenhang meist verwendet wird, ist Hydaspes (altgriechisch Ὑδάσπης). Während der Schlacht ertrank Bukephalos, das Schlachtross Alexanders, im Fluss.

## Fischfauna
Der Bau von Staudämmen und Wasserkraftwerken entlang dem Flusslauf beeinträchtigt den Lebensraum verschiedener Fischarten im Fluss wie beispielsweise von Tor putitora (Golden Mahseer).
Eine Studie an der Lower-Jhelum-Staustufe aus dem Jahr 2006 erfasste folgende Fischarten im Jhelam:
| Art                                         | Gattung       | Familie         |
| ------------------------------------------- | ------------- | --------------- |
| Crossocheilus diplochilus                   | Crossocheilus | Karpfenfische   |
| Karpfen (Cyprinus carpio)                   | Cyprinus      | Karpfenfische   |
| Karausche (Carassius carassius)             | Carassius     | Karpfenfische   |
| Bangana diplostoma                          | Bangana       | Karpfenfische   |
| Prachtbarbe (Puntius conchonius)            | Puntius       | Karpfenfische   |
| Schizothorax curvifrons (Sattar snowtrout)  | Schizothorax  | Karpfenfische   |
| Schizothorax esocinus (Chirruh snowtrout)   | Schizothorax  | Karpfenfische   |
| Schizothorax labiatus (Kunar snowtrout)     | Schizothorax  | Karpfenfische   |
| Schizothorax niger (Alghad snowtrout)       | Schizothorax  | Karpfenfische   |
| Schizothorax plagiostomus                   | Schizothorax  | Karpfenfische   |
| Botia birdie                                | Botia         | Prachtschmerlen |
| Triplophysa sp.                             | Triplophysa   | Bachschmerlen   |
| Schistura sp.                               | Schistura     | Bachschmerlen   |
| Glyptosternon reticulatum                   | Glyptosternon | Gebirgswelse    |
| Glyptothorax kashmiriensis                  | Glyptothorax  | Gebirgswelse    |
| Glyptothorax pectinopterus                  | Glyptothorax  | Gebirgswelse    |
| Östlicher Moskitofisch (Gambusia holbrooki) | Gambusia      | Zahnkärpflinge  |